# (-)-mentolo deidrogenasi
La (-)-mentolo deidrogenasi è un enzima appartenente alla classe delle ossidoreduttasi, che catalizza la seguente reazione:
(-)-mentolo + NADP+ ⇄ (-)-mentone + NADPH + H+
L'enzima non è identico alla (+)-neomentolo deidrogenasi. Opera anche su un certo numero di altri cicloesanoli e cicloesenoli.